# Helicodontium jacobi-felicis
Helicodontium jacobi-felicis är en bladmossart som beskrevs av Potier de la Varde 1949. Helicodontium jacobi-felicis ingår i släktet Helicodontium och familjen Fabroniaceae. Inga underarter finns listade i Catalogue of Life.